# 最後の休日
- 週刊少年サンデー
  - もーれつア太郎 > 最後の休日
  - おそ松くん > 最後の休日
  - 天才バカボン > 最後の休日

『赤塚ギャグ・オールスター 最後の休日』（あかつかギャグ・オールスター さいごのきゅうじつ）は、『週刊少年サンデー』（小学館）1970年12号に読み切り掲載された、赤塚不二夫とフジオ・プロによるギャグ漫画である。

## 概要
前年の1969年に『週刊少年サンデー』に掲載された『ア太郎＋おそ松』（2部作）と『風雲もーれつ城』に続く、『もーれつア太郎』『おそ松くん』『天才バカボン』のクロスオーバー作品。『天才バカボン』は、『週刊少年マガジン』（講談社）から『週刊少年サンデー』へ移籍して以後の掲載となる。
現代を舞台とする作品で、製薬会社のモルモットであるココロのボスが新薬の服用が元で体に異常が生じ、医者に「明日の夕方までの命」と診断されたことから大騒ぎとなる内容になっている。
本作で『もーれつア太郎』のべしと福笑い院長がクロスオーバー初登場となり、そして『風雲もーれつ城』には登場しなかったトト子がクロスオーバー再登場となった。六つ子が初めてクロスオーバー作品に登場せず、また当時『天才バカボン』が『週刊少年サンデー』に連載中であったのにもかかわらず、同作品からの登場人物はバカボンのパパだけとなっている。

## ストーリー
とある田舎に所在する「ブタ松製薬」の新薬研究所で、所員のチビ太が「食あたり特効薬」を開発した。さっそく研究所のモルモット・ココロを呼び、わざと腐った食べ物を食わせて食あたりになったところに特効薬を飲ませたところ、一発で治ったかに見えた。だが直後、特効薬の副作用でココロのしっぽが黒くなり、おまけにオネエ言葉になったではないか。デカパン所長は東京のブタ松製薬本社に報告すると、ブタ松社長はもしこの事が公にされるとまずいと考え、密かに東京で治すことにした。かくしてココロとチビ太所員は東京へと向かう。
やがて会社にココロが現れ、東京の医者に見せたところ、医者は社長・ハタ坊専務・イヤミ社員に「明日の夕方までの命」と報告。衝撃を受けたブタ松社長はチビ太所員に「元に戻る薬」の開発を急がせ、さらにこの事は皆の秘密にしようとする。しかしニャロメ社員に知られた挙句、社内にも知られてしまう。そんな中ココロは、OLのトト子に一目惚れ。これを知ったブタ松社長は、トト子に付き合うように頼む。トト子は嫌がるが、ブタ松社長から札束を出されて一変し了解、かくてココロとトト子は東京見物に。そしてその夜、ココロはバカボンパパ社員の家に泊めてもらった。
いよいよ次の日。ようやくチビ太が「戻る薬」を開発して届けた。さっそくブタ松社長はココロに「今日の夕方までの命だったけど、元に戻る薬が完成した」と報告し、イヤミ社員に届ける。ところがイヤミ社員がつまづいて転倒し、薬が零れ散った。衝撃を受ける皆。そしてイヤミは責任を取らされて身投げ。やけになったココロは「どうせ死ぬならみんなシッチャカペッチャカにしてやる!!」と狂乱。慌ててデコッ八社員やニャロメ社員は取り押さえようとしたが、よく見るとしっぽが元に戻っているではないか。おまけに言葉遣いも治っている。どうやらすべては医者の誤診にあったようだ。

## 登場キャラクターと配役
並びは登場順。

### 『もーれつア太郎』より
- べし：ストーリーテラー
- ココロのボス：「ブタ松製薬」新薬研究所のモルモット
- ケムンパス：野菜にたかっている毛虫
- 福笑い院長：東京の医者
- ブタ松：「ブタ松製薬」社長
- ニャロメ、ア太郎、デコッ八：「ブタ松製薬」社員

### 『おそ松くん』より
- チビ太：「ブタ松製薬」新薬研究所所員
- デカパン：「ブタ松製薬」新薬研究所所長
- ダヨーン：「駄四牛馬病院」院長
- ハタ坊：「ブタ松製薬」専務
- イヤミ：「ブタ松製薬」社員
- トト子：「ブタ松製薬」OL

### 『天才バカボン』より
- バカボンのパパ：「ブタ松製薬」社員[1]

## 単行本
本作は『まっ黒しっぽを東京でなおせ!』と改題された上で、以下のレーベルの『もーれつア太郎』単行本に収録されている。
- 曙コミックス（曙出版）：第11巻
- 竹書房文庫（竹書房）：第8巻
- eBookJapan：第9巻

なおボンボンコミックス（講談社）版には、同時期（曙版の第11・12巻収録作）と共に収録されていない。

## アニメ
1970年8月28日に放送されたテレビアニメ第1作『もーれつア太郎』第72回「命短し恋せよココロ」は、本作より「ココロのボスが薬物でしっぽが黒く、オネエ言葉になる」・「医者に診断したら『明日の夕方までの命』」・「ココロのボスに真相を伏せてトト子と付き合わせる」をピックアップし、通常の『もーれつア太郎』世界を舞台にするなど大幅なアレンジをした上でアニメ化したものである。この回には、原作漫画に登場しなかった「ブタ松の子分ブタ」「ココロの子分A助」「ココロの子分B助」が登場した。
一方客演キャラは、イヤミ、チビ太、トト子のみに制限された。また福笑い院長は登場せず、「OK大学附属病院」の院長が診断した。